# Herb Świerzawy
Herb Świerzawy – jeden z symboli miasta Świerzawa i gminy Świerzawa w postaci herbu.

## Wygląd i symbolika
Herbem Świerzawy jest wizerunek otwartej prawej dłoni w naturalnym kolorze, która wystaje z rękawa barwy żółtej. Nad dłonią umieszczone są trzy wieże obronne barwy czerwonej, złączone murem, mur i wieże posiadają blanki. Całość znajduje się na błękitnej tarczy herbowej. Wzór herbowy powstał na bazie wzoru pochodzącego z osiemnastego wieku.
Dłoń symbolizuje przyjaźń; wieże – zamki w Sędziszowej, Starej Kraśnicy i Świerzawie